# Sport Club Alcamo 1998-1999
La stagione 1998-1999 dello Sport Club Alcamo è stata la quinta disputata in Serie A1 femminile.
Sponsorizzata dalla MedAirlines, la società trapanese si è classificata all'undicesimo posto in A1 e ha partecipato ai play-off.

## Verdetti stagionali
Competizioni nazionali
- Serie A1:

stagione regolare: 11º posto su 14 squadre (6-19).
play-off: eliminata agli ottavi da Varese (0-2).

## Rosa
| Giocatrici |
| ---------- |

| N° | Naz.                   | Ruolo | Sportivo           | Anno | Alt. |  |
| -- | ---------------------- | ----- | ------------------ | ---- | ---- |  |
|    | Lettonia (bandiera)    | AC    | Diāna Skrastiņa    | 1972 | 187  |  |
|    | Stati Uniti (bandiera) |       | Debbie Sporcich    |      |      |  |
|    | Italia (bandiera)      | G     | Manuela Diamanti   | 1977 | 182  |  |
|    | Italia (bandiera)      | P     | Roberta Colico     | 1979 | 165  |  |
|    | Italia (bandiera)      | G     | Giovanna Granieri  | 1974 | 170  |  |
|    | Italia (bandiera)      | C     | Daniela Grande     | 1966 |      |  |
|    | Canada (bandiera)      | A     | Andrea Constand    | 1973 | 183  |  |
|    | Italia (bandiera)      |       | Rosalia Messina    |      |      |  |
|    | Italia (bandiera)      | A     | Dalila Cucchiara   | 1979 | 185  |  |
|    | Italia (bandiera)      |       | Giuseppina Lentini |      |      |  |
|    | Italia (bandiera)      | G     | Cristina La Monica | 1981 | 172  |  |

| Staff tecnico                  |
| ------------------------------ |
| Allenatore: Andrea Petitpierre |

## Statistiche
| Giocatrice | Gare | Punti | Minuti | Falli | Falli | Tiri da due | Tiri da due | Tiri da due | Tiri da tre | Tiri da tre | Tiri da tre | Tiri liberi | Tiri liberi | Tiri liberi | Rimbalzi | Rimbalzi | Palle | Palle | Assist | Val. |
| Giocatrice | Gare | Punti | Minuti | C     | S     | R           | T           | %           | R           | T           | %           | R           | T           | %           | O        | D        | P     | R     | Assist | Val. |
| ---------- | ---- | ----- | ------ | ----- | ----- | ----------- | ----------- | ----------- | ----------- | ----------- | ----------- | ----------- | ----------- | ----------- | -------- | -------- | ----- | ----- | ------ | ---- |
| Skrastinia | 25   | 447   | 961    | 69    | 153   | 108         | 221         | 48,9        | 20          | 69          | 29,0        | 171         | 211         | 81,0        | 37       | 81       | 66    | 40    | 7      | 428  |
| Sporcich   | 25   | 407   | 920    | 63    | 146   | 136         | 261         | 52,1        | 1           | 2           | 50,0        | 132         | 177         | 74,6        | 73       | 168      | 71    | 47    | 5      | 541  |
| Diamanti   | 22   | 193   | 689    | 62    | 63    | 30          | 74          | 40,5        | 30          | 67          | 44,8        | 43          | 61          | 70,5        | 7        | 39       | 47    | 28    | 9      | 131  |
| Colico     | 24   | 185   | 643    | 42    | 64    | 40          | 106         | 37,7        | 22          | 49          | 44,9        | 39          | 60          | 65,0        | 11       | 41       | 41    | 29    | 7      | 140  |
| Granieri   | 17   | 179   | 581    | 46    | 40    | 46          | 134         | 34,3        | 16          | 41          | 39,0        | 39          | 57          | 68,4        | 10       | 23       | 52    | 15    | 5      | 43   |
| Grande     | 26   | 101   | 769    | 64    | 50    | 41          | 97          | 42,3        | 0           | 2           | 0,0         | 19          | 48          | 39,6        | 38       | 55       | 58    | 30    | 3      | 68   |
| Constand   | 16   | 67    | 334    | 46    | 20    | 18          | 52          | 34,6        | 7           | 31          | 22,6        | 10          | 14          | 71,4        | 14       | 21       | 17    | 23    | 1      | 21   |
| Messina    | 16   | 43    | 185    | 13    | 3     | 8           | 30          | 26,7        | 8           | 32          | 25,0        | 3           | 4           | 75,0        | 3        | 7        | 11    | 8     | 0      | -7   |
| Cucchiara  | 12   | 17    | 114    | 14    | 4     | 8           | 19          | 42,1        | 0           | 2           | 0,0         | 1           | 2           | 50,0        | 3        | 5        | 9     | 1     | 1      | -6   |
| Lentini    | 1    | 1     | 1      | 0     | 0     |             | 0           |             | 0           | 0           |             | 1           | 2           | 50,0        | 0        | 0        | 0     | 0     | 0      |      |
| La Monica  | 2    | 0     | 28     | 2     | 0     | 0           | 4           | 0,0         | 0           | 0           |             | 0           | 0           |             | 6        | 14       | 8     | 1     | 0      | 7    |